# SMS Tátra
Lo SMS Tátra è stato un cacciatorpediniere della k.u.k. Kriegsmarine, prima ed eponima unità della stessa classe. Partecipò a svariate azioni di flotta nel corso della prima guerra mondiale e, dopo la sconfitta dell'Impero austro-ungarico, fu ceduto come riparazione di guerra al Regno d'Italia: la Regia Marina lo immise in servizio con il nuovo nome di Fasana e la funzione di capoclasse del gruppo di cacciatorpediniere avuti dalla k.u.k. Kriegsmarine, indicati collettivamente come classe Fasana.

## Caratteristiche tecniche
Il Tátra presentava una lunghezza alla linea di galleggiamento di 84 metri, una larghezza massima di 7,80 metri e un pescaggio da 2,42 metri (normale) a 3,20 metri (massimo). Era armato con due cannoni Škoda K10 da 100 mm lunghi 47 calibri (L/50), montati su affusti individuali uno a prua e uno a poppa; sei pezzi Škoda K10 da 66 mm L/45 a fuoco rapido su altrettanti supporti singoli (tre per fiancata), due dei quali furono poi rimpiazzati con la versione contraerea BAG (Ballon-Abwher Geschütz); due impianti binati con tubi lanciasiluri da 450 mm; una mitragliatrice Schwarzlose M.07/12 da 8 mm e un certo numero di bombe di profondità. L'apparato motore, capace di sviluppare 32,6 nodi (circa 62 km/h), era formato da sei caldaie Yarrow, due turbine AEG Curtis, due alberi motore con elica e generava circa 20 550 shp, garantendo un'autonomia di 1 600 miglia alla velocità di 12 nodi (circa 2 950 chilometri a 22,8 km/h). L'equipaggio contava 104-105 uomini.

## Impiego operativo

### Costruzione
Il cacciatorpediniere Tátra fu ordinato nell'anno fiscale 1911 approvato dai parlamenti austriaco e ungherese. La sua chiglia fu impostata nel cantiere navale di Kraljevica/Porto Re, gestito dalla ditta Ganz & Danubius, il 19 ottobre 1911 e il varo avvenne il 4 o il 5 novembre 1912; fu completato il 12 ottobre 1913 e così nominato in onore dell'omonima catena montuosa che, allora, faceva parte dell'Impero austro-ungarico.

### Il servizio nella Marina austroungarica
Il Tátra fu assegnato alla base navale di Pola e, all'inizio dell'agosto 1914, proprio nei giorni d'apertura della prima guerra mondiale, uscì dal porto inquadrato in una formazione che avrebbe dovuto passare il Canale d'Otranto e congiungersi agli incrociatori tedeschi SMS Goeben e SMS Breslau, in fuga dalle forze navali dell'Intesa che li stavano inseguendo, allo scopo di distruggerle prima che arrivassero a Costantinopoli. Tuttavia non esisteva ancora un formale stato di guerra tra Vienna e Parigi, sicché il comando della k.u.k. Kriegsmarine richiamò il cacciatorpediniere e le altre navi. Nei giorni seguenti il Tátra fu assegnato con il resto della sua classe alla 1ª Divisione, organizzata in 1º e 2º Gruppo e rispondente alla 1ª Flottiglia torpediniere. Il 23 agosto soccorse i naufraghi della torpediniera SMS Tb 26T, saltata in aria su mine al largo di Pola. Intanto la Francia aveva dichiarato guerra alla duplice monarchia e nei mesi successivi il Tátra operò in pattugliamenti nel Mare Adriatico, sostenendo brevi e inconcludenti scontri con le unità veloci francesi che vi penetravano dal Mar Mediterraneo.
Il 23 maggio 1915 il Regno d'Italia si schierò con l'Intesa e aprì le ostilità contro l'Impero austro-ungarico. La k.u.k. Kriegsmarine attivò subito il piano previsto per questa eventualità e il giorno seguente condusse un'articolata serie di bombardamenti navali della costa orientale italiana. Il Tátra partecipò in prima linea alle azioni e, insieme all'incrociatore leggero SMS Helgoland, ai gemelli SMS Lika e SMS Csepel, contribuì alla distruzione del cacciatorpediniere Turbine al largo di Barletta. Il 28 luglio dello stesso anno formò con alcune delle navi sorelle e con gli incrociatori leggeri SMS Saida e Helgoland una forza da bombardamento che bersagliò l'isola di Pelagosa, occupata da un reparto italiano; coprì quindi il controsbarco austro-ungarico che, tuttavia, fallì nel riprendere l'isola. Dislocato con il grosso delle forze leggere alle Bocche di Cattaro, il Tátra condusse i gregari della classe a fianco dell'incrociatore Helgoland nell'incursione a Durazzo (29 dicembre 1915): il porto era infatti di cruciale importanza per l'Intesa, che stava evacuando in massa lo sconfitto Esercito serbo. Nel corso dell'operazione le navi austro-ungariche colarono a picco alcuni mercantili ma, prese di mira da batterie costiere, ripiegarono precipitosamente e finirono in un campo minato steso da unità francesi. Il Tátra salvò i superstiti del Lika saltato in aria e quindi agganciò a un cavo da rimorchio lo SMS Triglav, immobilizzato; ma durante il traino la turbina di sinistra si danneggiò e il Triglav fu evacuato e lasciato preda dei cacciatorpediniere anglo-francesi lanciati all'inseguimento.
- il 3 luglio 1916 lasciò Cattaro insieme all’Helgoland, all’Orjen, al Balaton ed a tre torpediniere per attaccare il blocco del Canale d'Otranto, ma la formazione rientrò in porto dopo essere stata avvistata[4];
- il 19 ottobre 1917 partecipò ad un inconclusivo scontro nelle acque tra Brindisi e Cattaro, insieme all'esploratore Helgoland e ad altri cinque cacciatorpediniere, con una numerosa formazione navale anglo-franco-italiana (3 incrociatori leggeri, 4 esploratori, 11 cacciatorpediniere)[4];
- il 10 luglio 1918 prese parte ad un'incursione (poi interrotta causa il fallimento dell'effetto sorpresa) contro lo sbarramento del Canale d'Otranto, unitamente agli esploratori Helgoland e Novara e ai gemelli Triglav e Csepel, in preparazione dell'attacco poi interrotto a causa dell'affondamento della corazzata Szent Istvan[4].

### Il servizio nella Regia Marina
Dopo la conclusione della prima guerra mondiale, l'Italia ottenne, in conto di riparazione dei danni di guerra, la cessione di sette unità compresa la classe Tátra, che andarono a formare la "classe Fasana". 
Incorporato nella Regia Marina nel 1919 ed entrato nominalmente in servizio l'anno successivo, il Tátra venne ribattezzato Fasana, ma non divenne mai operativo.
Rimorchiato a Pola, il Fasana fu cannibalizzato per ricavarne parti di ricambio per le unità gemelle (analoga sorte subì il gemello Balaton).
Radiato già nel 1923, fu demolito.